# Johan Markusson
Johann Markusson (Gävle, 20 agosto 1979) è un dirigente sportivo ed ex hockeista su ghiaccio svedese.

## Carriera
Cresciuto nelle giovanili di Hagaströms SK e Brynäs IF, ha giocato per buona parte della sua carriera in Hockeyallsvenskan, la seconda serie svedese, con le maglie di Bodens IK, IK Oskarshamn e Växjö Lakers. Di questa squadra divenne capitano a partire dalla stagione 2008-2009, e con questi gradi portò la squadra alla promozione in Elitserien al termine della stagione 2010-2011.
Nelle successive tre stagioni raccolse 157 presenze in massima serie, prima di annunciare il ritiro per problemi fisici al termine della stagione 2013-2014, quando la squadra riuscì a raggiungere i play-off.
Nel 2016 la sua maglia numero 38 è stata ritirata dai Vaxjö Lakers, di cui dal 1º dicembre 2020 è divenuto amministratore delegato.